# Bisdom Terni-Narni-Amelia
Het bisdom Terni-Narni-Amelia (Latijn: Dioecesis Interamnensis-Narniensis-Amerina; Italiaans: Diocesi di Terni-Narni-Amelia) is een in Italië gelegen rooms-katholiek bisdom met zetel in de stad Terni in de gelijknamige provincie. Het bisdom staat als immediatum onder rechtstreeks gezag van de Heilige Stoel.

## Geschiedenis
Het bisdom Terni ontstond in de 2e eeuw. Het werd op 12 april 1907 verenigd met het bisdom Narni, waarbij de naam werd veranderd in bisdom Terni en Narni. Het bisdom Amelia ontstond in de 5e eeuw. Vanaf 1973 was de bisschop van Terni en Narni tevens apostolisch administrator van Amelia. Op 13 september 1983 werd Amelia verenigd met Terni en Narni en kreeg het bisdom zijn huidige naam.

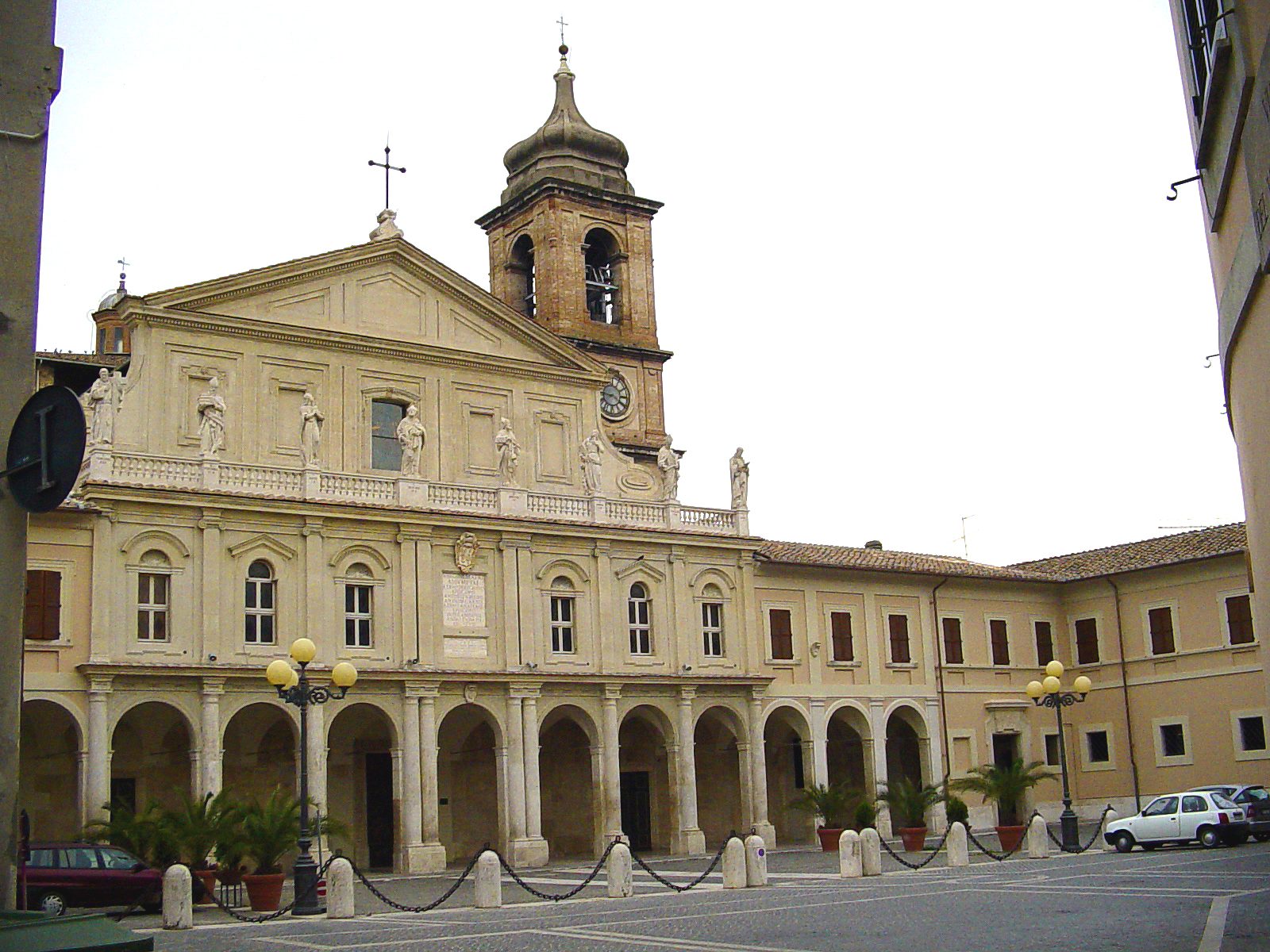
Kathedraal van Terni
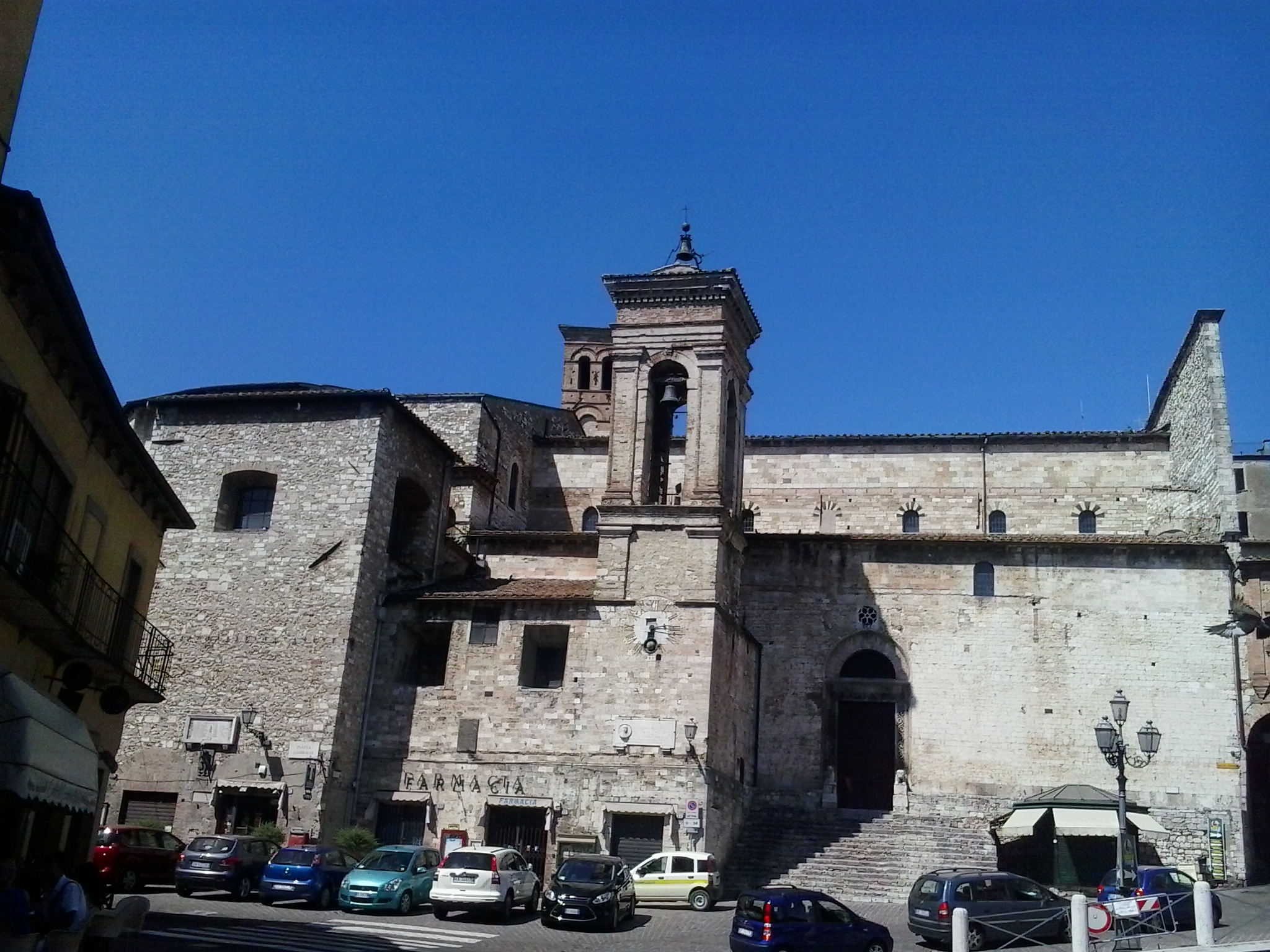
Cokathedraal van Narni
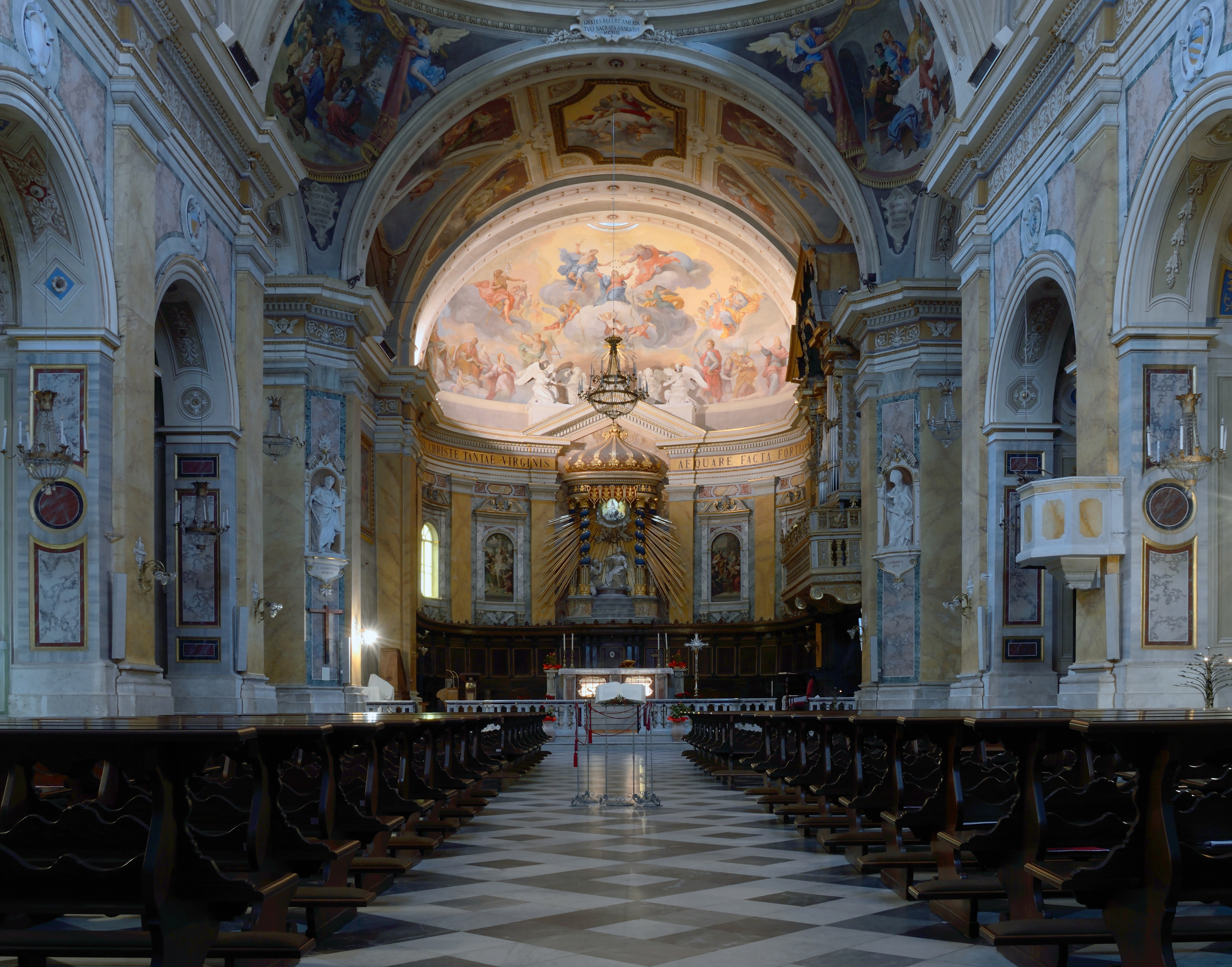
Cokathedraal van Amelia